# Noord (rivier)

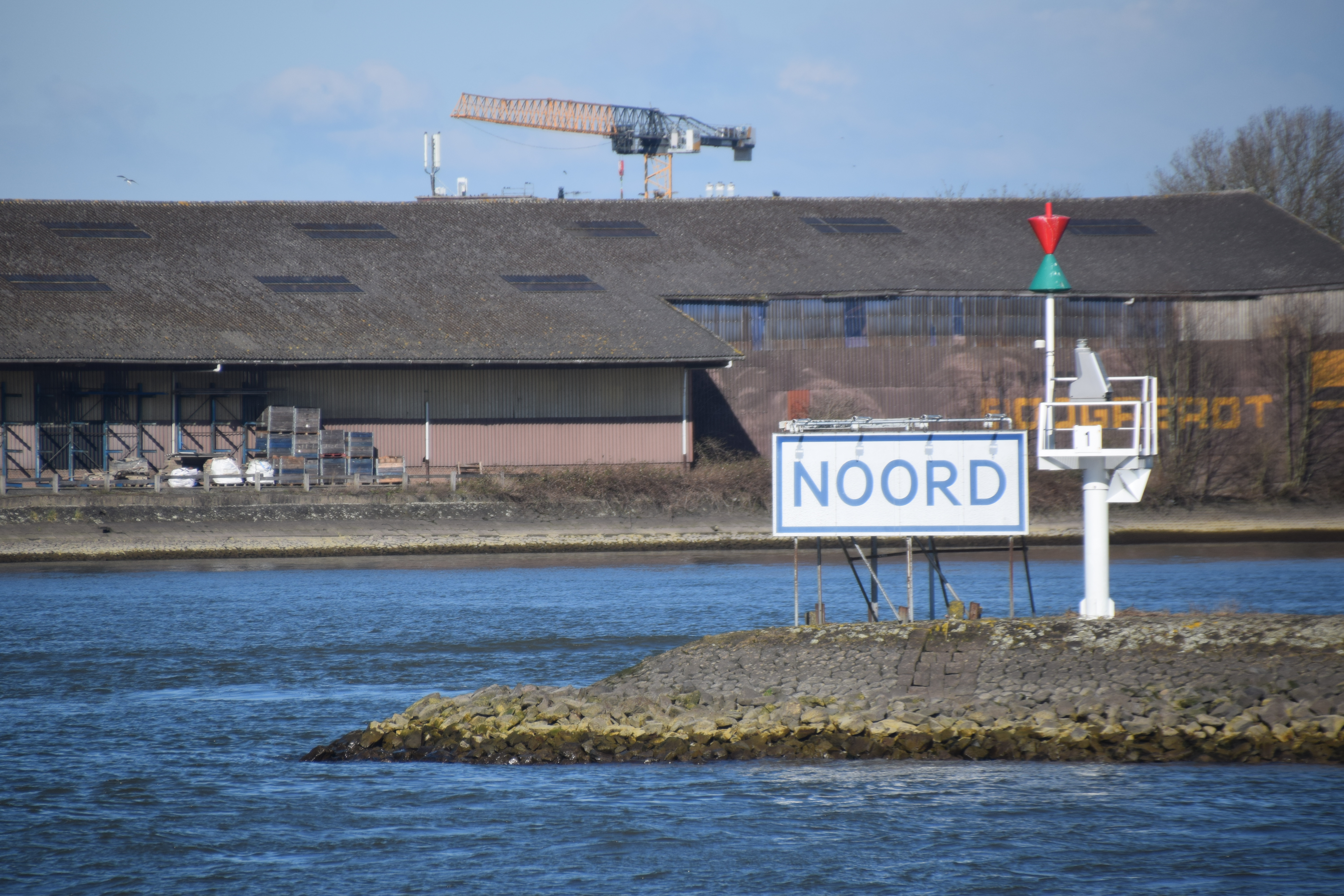
Kribbaken op de splitsing van Noord, Lek en Nieuwe Maas

De Noord (vroeger ook wel Oude Merwede genoemd) is een getijrivier in de Nederlandse provincie Zuid-Holland tussen de oostzijde van het eiland IJsselmonde en de westzijde van de Alblasserwaard. De Noord is een zeer druk bevaren scheepvaartroute die het rivierenkruispunt met de Beneden-Merwede en de Oude Maas bij Dordrecht verbindt met de noordzijde van Ridderkerk, waar de Lek en de Noord samenvloeien en de Nieuwe Maas vormen.
Bij Papendrecht splitst de Noord zich in twee takken, de eigenlijke Noord en de Rietbaan, met in het midden het eiland Sophiapolder. De stroomrichting in de Noord is afhankelijk van het getij.

## Historie
Oorspronkelijk was het noordelijke deel van de Noord een onbeduidende stroom, Donkersloot genaamd - een kreek waarop geen scheepvaart mogelijk was. Bewijs hiervoor is dat de Noormannen bij hun invallen of de Lek of de Waal opvoeren en niet van de ene rivier naar de ander konden oversteken. Het zuidelijke deel van de Noord is al veel langer een brede rivier en vormde de verbinding tussen de Merwede en het Waaltje.
Nadat de Donkersloot zich had verbreed werd de gehele Noord (samen met de Nieuwe Maas) beschouwd als de benedenloop van de Merwede en werden beide rivieren door de bevolking Merwe genoemd. Na de Sint-Elisabethsvloed werden zowel de Noord als de Beneden-Merwede soms aangeduid als de Oude Merwede. Er was vroeger veel scheepsbouw langs deze rivier, waar nog een deel van over is.

## Scheepvaart
De Noord is belangrijk voor de scheepvaart. Vooral binnenvaartschepen tussen Rotterdam en het achterland maken gebruik van de rivier. Ook de routegebonden recreatievaart maakt druk gebruik van de Noord. Om de rivier goed bevaarbaar te houden worden regelmatig baggeractiviteiten uitgevoerd, vooral op het splitsingspunt met de Oude Maas en de Beneden Merwede.

## Plaatsen aan de Noord
Met de stroom mee:
- Dordrecht
- Zwijndrecht
- Papendrecht
- Hendrik-Ido-Ambacht
- Alblasserdam
- Ridderkerk
- Kinderdijk

## Oeververbindingen
De brug over de Noord werd gebouwd in 1939 in het kader van het Rijkswegenplan 1927, als onderdeel van de A15. De snelweg voert sinds 1992 door de Noordtunnel, de brug is nog in gebruik voor lokaal verkeer.
De Sophiaspoortunnel van de Betuweroute ligt onder de Noord, de parallelstroom de Rietbaan en het eiland hier tussenin, de Sophiapolder. De Rietbaan is een smalle aftakking van de Noord aan de kant van Hendrik-Ido-Ambacht. Aan de Rietbaan bevinden zich enkele scheepssloperijen.
De Waterbus (lijn 20) doet de meeste van deze plaatsen aan, lijn 6 doet Kinderdijk aan.

## Trivia
Ter hoogte van Ridderkerk (tegenover Kinderdijk) staat een bedrijfspand dat van enige afstand sprekend op een groot passagiersschip lijkt.